# District de Myllyoja
Le district de Myllyoja (en finnois : Myllyojan suuralue) est un district  de la ville d'Oulu en Finlande. 

## Description
Le district a 9 977 habitants (31.12.2018)
.